# Codrești, Vrancea
Codrești este un sat în comuna Ciorăști din județul Vrancea, Muntenia, România. Se află în partea de sud-est a județului,  în Câmpia Râmnicului, pe malul drept al Râmnicului Sărat.